# Прапор Огайо
Прапор Огайо (англ. The Flag of the State of Ohio) — один з державних символів американського штату Огайо.
Прапор Огайо — єдиний з прапорів штатів США, що має непрямокутну форму. Для нього розроблені правила правильного згортання для зберігання. Поточний прапор був офіційно затверджений в 1902 році. Великий синій трикутник символізує пагорби і долини Огайо, а смуги — дороги і річки. 5 смуг також означають, що Огайо — один з п'яти штатів, які утворюють Північнозахідну територію (Огайо, Мічиган, Індіана, Іллінойс і Вісконсин) 17 зірок символізують, що Огайо був 17-им штатом, що приєднався до союзу. 13 зірок зліва, зверху і знизу — 13 початкових штатів США. Біле коло з червоним центром зображує не лише першу літеру назви штату, але й прізвисько штату "Кінський каштан" (англ. Buckeye).